# 宇品橋
宇品橋（うじなばし）は、広島県広島市の京橋川に架かる道路橋。1999年全建賞都市部門受賞、2000年土木学会田中賞作品部門受賞。

## 概要
広島市道鷹野橋宇品線筋の橋であり、広島南道路に接続し、広島港宇品地区から市内中心部への幹線道路となるべく鷹野橋宇品線整備が行われた際に架橋した橋で、2000年（平成12年）3月19日（宇品大橋と同じ日）に開通した。
京橋川最下流に架かる橋。橋の下流には元安川との合流点があり、ここが河川法における京橋川河口となる。元安川と合流後の下流側に広島高速3号線元安川大橋が、上流に広島県道243号広島港線と広島電鉄宇品線の併用橋・御幸橋がある。
なお港湾法上の区分では、御幸橋より下流（つまり宇品橋付近）の水面は広島港の区域にあたる。
京橋川右岸側道路を進むと南千田橋東詰交差点にたどり着く。また右岸側は陸橋であり、下には千田下水処理場が広がる。左岸側から宇品地区内を道沿いに南下すると、広島高速3号線出島出入口にたどり着く。

## 構造

### 諸元
- 橋種
  - 主径間 : 4径間連続パイプアーチ橋＋単弦ローゼ橋[5]
  - 側径間 : 鋼鈑桁橋[5]
- 橋長 : 639.5 m [5]
  - 198m（6径間連続鈑桁） + 103m（支間長、ローゼ）+ 208m（パイプアーチ） + 40m（支間長、単純鋼床版鈑桁）[5]
- 幅員 : 車道13m、歩道7m[1]
- 桁下航路限界 : 6.5 m[1]

### 特徴
計画段階で京橋川最下流に位置し、ここから南に橋はなかったことから、川から海への玄関口として、また海路の玄関口である広島港から市内中心部へと続く道の玄関口としてイメージ化し、これに周辺環境を配慮し新しいランドマークとなるようデザインされた。
メインとなる主径間は2つのアーチ橋からなり、左岸宇品側河川橋の上路式パイプアーチ橋、遠方からでも見える右岸千田側陸橋の単弦下路式ローゼ橋、が特徴的な景観構造となっている。単弦ローゼ橋はアーチリブが六角形で支間中央に行くほど細くなる変断面になっている一方で、パイプアーチ橋は下弦材が4本のパイプ材から構成されている。
特に、多径間多主構鋼パイプアーチとしては国内初の施工例となり、上路式アーチ架設に際し大型ブロック化による台船工法が用いられたのもそれまでとは異例のことになった。

## 参考資料
- 田中賞作品部門受賞一覧 - 土木学会